# Gamma1 Fornacis
Pour les articles homonymes, voir Gamma Fornacis.
Désignations
Gamma1 Fornacis (γ1 For / γ1 Fornacis) est une étoile géante de la constellation australe du Fourneau. Sa magnitude apparente est de 6,15. D'après la mesure de sa parallaxe annuelle par le satellite Gaia, elle est distante d'environ ∼ 367 a.l. (∼ 113 pc) du Soleil et elle s'en rapproche à une vitesse radiale de −6,4 km/s.

## Propriétés
Gamma1 Fornacis est une étoile géante rouge de type spectral K0III, âgée de plus de trois milliards d'années. Elle est 1,65 fois plus massive sur le Soleil et son rayon est environ 10,5 fois plus grand que le rayon solaire. L'étoile est près de 78 fois plus lumineuse que le Soleil et sa température de surface est de 4 657 K.

## Compagnons
γ1 Fornacis possède trois compagnons répertoriés dans le catalogue d'étoiles doubles de Washington. Il s'agit de faibles étoiles qui brillent entre la onzième et la treizième magnitude et qui sont distantes de 12 à 52 minutes d'arc de γ1 Fornacis A. L'étoile la plus proche visuellement, γ1 Fornacis B, est située à une distance d'environ 113 pc (∼369 al) de la Terre et elle partage un mouvement propre commun avec γ1 Fornacis A.
Gamma2 Fornacis est quant à elle une étoile blanche de la séquence principale de cinquième magnitude située à 4° au sud.